# Hailufeng
Hailufeng is een streek in Zuidoost-Guangdong. Het bestond oorspronkelijk uit de twee arrondissementen: Haifeng en Lufeng. In 1988 werden deze twee arrondissementen herverdeeld en bestaat Hailufeng sindsdien uit: Haifeng, Lufeng en Shanwei. Shanwei behoort nu administratief gezien tot de arrondissement Luhe. Arrondissement Luhe behoort tot de regio Oost-Guangdong.

## Taal en cultuur
Hailufengs autochtone bevolking bestaat uit Hakkanezen en Hoklo. De Hakkanezen kwamen als eerste aan ten tijde van de Ming-dynastie.
In Haifeng spreekt men Haifenghua. In het oosten van Lufeng wordt een variant van het Chaozhouhua gesproken. De Hakkanezen die in Hailufeng wonen, spreken een Hakka dialect dat behoort tot Luhehua.
In Hailufeng worden vier verschillende Chinese operavarianten gespeeld. Ze heten Baizixi (白字戲), Zhengzixi (正字戲), Xiqinxi (西秦戲) en Lufeng  Piyingxi (陸豐皮影戲). Alle vier staan op de nationale lijst van beschermde culturele erfgoederen de Volksrepubliek China. De voertaal van de opera is meestal Chaozhouhua. De laatste operavariant is een schimmenspel net als wayang.

## Geschiedenis
Tijdens de Qing-dynastie stond Hailufeng onder het gezag van de stad Huizhou (惠州府). De politiek was hier grotendeels in handen van de Hoklo. Tijdens de Huizhou-opstand van Sun Zhongshan waren vele overzeese Chinezen afkomstig van Hailufeng bij betrokken.
De streek staat bekend als de jiaxiang van vele politiecommissarissen en leiders van geheime "maffia"genootschappen in Hongkong en Macau.
De nakomelingen van Hailufengers in Hongkong en Macau zijn vaak werkzaam in de economie en de politiek.